# Charles D. Gemar
Charles Donald „Sam“ Gemar (* 4. August 1955 in Yankton, South Dakota) ist ein ehemaliger US-amerikanischer Astronaut.

## Ausbildung
Gemar erhielt 1979 einen Bachelor in Maschinenbau von der United States Military Academy. 1973 trat Gemar in die U.S. Army ein und erhielt dort 1980 den Pilotenschein.

## Astronautentätigkeit
Im Juni 1985 wurde Gemar von der NASA als Astronautenanwärter ausgewählt.

### STS-38
Gemar startete am 15. November 1990 als Missionsspezialist mit der Raumfähre Atlantis zu seinem ersten Flug ins All. Im Auftrag des US-Verteidigungsministeriums wurde als Nutzlast ein militärischer Spionagesatellit ausgesetzt.

### STS-48
Am 12. September 1991 startete Gemar als Missionsspezialist mit der Raumfähre Discovery in den Weltraum. Bei dieser fünftägigen Mission wurde der UARS-Satellit zur Erforschung der oberen Erdatmosphäre ausgesetzt. Der 6,5-Tonnen-Satellit führte eine der detailliertesten Studien der Erdatmosphäre durch, inklusive der Ozonschicht.

### STS-62
Am 4. März 1994 startete Gemar als Missionsspezialist mit der Raumfähre Columbia zu seinem dritten Weltraumflug. Nutzlast waren die United States Microgravity Payload 2 (USMP) und Office of Aeronautics and Space Technology 2 (OAST). Mit diesen Nutzlasten konnten die Auswirkungen der Schwerelosigkeit erforscht werden.

## Nach der NASA
Seit Juli 1998 ist Gemar Leiter der Abteilung Flight Test Operations & Safety am Bombardier Flight Test Center in Wichita, Kansas.

## Privates
Charles Gemar ist verheiratet und hat zwei Kinder.